# Xã Indian Rock, Quận Van Buren, Arkansas
Xã Indian Rock (tiếng Anh: Indian Rock Township) là một xã thuộc quận Van Buren, tiểu bang Arkansas, Hoa Kỳ. Năm 2010, dân số của xã này là 2.227 người.